# Coupe du Nigeria féminine de football
La Coupe du Nigeria féminine de football est une compétition de football féminin créée en 1991 à laquelle participent tous les clubs du Nigeria.

## Palmarès
Le tableau suivant présente les finales de la Coupe du Nigeria :
| Année     | Vainqueur                                                | Finaliste                                                | Score                                                    |
| --------- | -------------------------------------------------------- | -------------------------------------------------------- | -------------------------------------------------------- |
| 1991      | ?                                                        | ?                                                        | ?                                                        |
| 1992      | Ufuoma Babes                                             | Dynamite                                                 | 1-0                                                      |
| 1993      | Ufuoma Babes                                             |                                                          |                                                          |
| 1994      | Ufuoma Babes                                             |                                                          |                                                          |
| 1995      | Pelican Stars FC                                         | Ufuoma Babes                                             |                                                          |
| 1996      | Ufuoma Babes                                             |                                                          |                                                          |
| 1997      | Pelican Stars FC                                         | Ufuoma Babes                                             |                                                          |
| 1998      | Pelican Stars FC                                         |                                                          |                                                          |
| 1999      | Pelican Stars FC                                         | FCT Queens                                               |                                                          |
| 2000      | FCT Queens                                               |                                                          |                                                          |
| 2001      | Pelican Stars FC                                         | Delta Queens FC                                          | 2-1                                                      |
| 2002      | Pelican Stars FC                                         | Rivers Angels                                            | 3-0                                                      |
| 2003      | Compétition non disputée.                                | Compétition non disputée.                                |                                                          |
| 2004      | Delta Queens FC                                          | Bayelsa Queens                                           | 0-0, 4-3 tab                                             |
| 2005      | Nasarawa Amazons                                         | Bayelsa Queens                                           |                                                          |
| 2006      | Delta Queens FC                                          | Bayelsa Queens                                           | 1-1, 5-3 tab                                             |
| 2007-2008 | Delta Queens FC                                          | Rivers Angels                                            | 2-1                                                      |
| 2009      | Delta Queens FC                                          | Bayelsa Queens                                           | 4-1                                                      |
| 2010      | Rivers Angels                                            | Delta Queens FC                                          |                                                          |
| 2011      | Rivers Angels                                            | Sunshine Queens                                          | 0-0, 3-1 tab                                             |
| 2012      | Rivers Angels                                            | Inneh Queens                                             | 0-0, 5-3 tab                                             |
| 2013      | Rivers Angels                                            | Nasarawa Amazons                                         | 3-0                                                      |
| 2014      | Rivers Angels                                            | Sunshine Queens                                          | 2-0                                                      |
| 2015      | Sunshine Queens                                          | Bayelsa Queens                                           | 1-1, 4-2 tab                                             |
| 2016      | Rivers Angels                                            | Bayelsa Queens                                           | 1-1, 5-3 tab                                             |
| 2017      | Rivers Angels                                            | Ibom Angels                                              | 1-1, 3-0 tab                                             |
| 2018      | Rivers Angels                                            | Ibom Angels                                              | 1-0                                                      |
| 2019      | Nasarawa Amazons                                         | Rivers Angels                                            | 0-0 ap, 5-4tab                                           |
| 2020      | Compétition annulée en raison de la pandémie de Covid-19 | Compétition annulée en raison de la pandémie de Covid-19 | Compétition annulée en raison de la pandémie de Covid-19 |
| 2021      | Bayelsa Queens                                           | FC Robo Queens                                           | 4-2                                                      |
| 2022      | Compétition abandonnée                                   | Compétition abandonnée                                   | Compétition abandonnée                                   |
| 2023      | Bayelsa Queens                                           | Rivers Angels                                            | 0-0 ap, 4-2tab                                           |
| 2024      | Rivers Angels                                            | Naija Ratels                                             | 1-0                                                      |
| 2025      | Rivers Angels                                            | Nasarawa Amazons                                         | 2-2 ap, 4-2tab                                           |

## Tableau d'honneur
| Club             | Victoires | Années                                                     |
| ---------------- | --------- | ---------------------------------------------------------- |
| Rivers Angels    | 10        | 2010, 2011, 2012, 2013, 2014, 2016, 2017, 2018, 2024, 2025 |
| Pelican Stars FC | 6         | 1995, 1997, 1998, 1999, 2001, 2002                         |
| Delta Queens FC  | 4         | 2004, 2006, 2007-2008, 2009                                |
| Ufuoma Babes     | 4         | 1992, 1993, 1994, 1996                                     |
| Nasarawa Amazons | 2         | 2005, 2019                                                 |
| Bayelsa Queens   | 2         | 2021, 2023                                                 |
| FCT Queens       | 1         | 2000                                                       |
| Sunshine Queens  | 1         | 2015                                                       |